# Zaherite
La zaherite è un minerale.